# Conventicule
Un conventicule est une assemblée clandestine et mal considérée par les autorités, le plus souvent dans un contexte de dissidences religieuses. La création et les réunions régulières de conventicules jouent un rôle important dans le développement du piétisme et des réveils religieux subséquents. Ces réunions étaient tenues en plein air ou dans des maisons, sans l'approbation de l'église officielle, et constituaient une occasion d'études bibliques et de partages de questionnements sur les textes, de prière et d'édification mutuelle.

## Origine
« Conventicule » est un équivalent latin du mot grec pour église, en tant qu'assemblée (ecclesia). "Conventicule" signifiait donc à l'origine « assemblée » et ce mot était fréquemment utilisé par les auteurs anciens dans ce sens. Au plan théologique, le terme fait référence à la promesse de Jésus dans l’Évangile de Matthieu, « Car là où deux ou trois sont assemblés en mon nom, je suis au milieu d'eux. » (Mt 18,20, traduction Louis Segond)

## Dans le christianisme avant laRéforme
En Angleterre, le mot s'applique aux réunions des disciples de Wyclif qui, considérant le clergé comme incompétent, envoient des prédicateurs itinérants pour répondre aux besoins spirituels de la population. La pratique et le mot conventicule ont été introduits en Écosse par les Lollards, partisans déterminés de Wyclif).

## Dissidences et rébellions après la Réforme

### L'anabaptisme
Le mouvement des « Frères suisses » commence le 21 janvier 1525 dans la maison de Felix Manz à Zollikon en Suisse, quand Conrad Grebel a réuni un groupe de chrétiens convaincus de l'importance du baptême du croyant, rejetant ainsi le baptême des enfants.
Les anabaptistes forment de petites communautés de croyants sans pasteur, réunies dans des conventicules, le plus souvent clandestins (car les anabaptistes connaissent des périodes de persécutions), afin de lire la Bible. Les chefs des communautés sont des laïcs qui officient en habit civil.

### Dans l'Angleterre des Tudors et des Stuarts
En Angleterre au XVIe siècle, le mot conventicule désigne les rassemblements pour le culte ou la consultation de ceux qui s'écartaient de l'Église d'Angleterre. La reine Élisabeth 1re, dans sa lutte contre le puritanisme, a soutenu l'Acte d'uniformité, qui exigeait que tous les sujets du royaume se conforment aux principes de l'Église établie par la loi. Trois lois ont été adoptées par le Parlement pour contraindre les sujets britanniques à assister aux offices de l'Église d'Angleterre et pour interdire les réunions non officielles de laïcs :
- La loi sur la religion de 1592, qui ne devait durer qu'une législature, prévoyait l'emprisonnement sans caution des personnes âgées de plus de seize ans qui ne se rendaient pas à l'église, qui persuadaient d'autres personnes de faire de même, qui niaient l'autorité de Sa Majesté en matière ecclésiastique et qui participaient à des conventicules religieux illégaux[4].
- Le Conventicle Act de 1664 interdit aux conventicules de cinq personnes ou plus, autres que la famille immédiate, de se réunir dans des assemblées religieuses en dehors des auspices de l'Église d'Angleterre[5]. Cette loi fait partie du Clarendon Code, nommé d'après Edward Hyde (1er comte de Clarendon), qui vise à décourager le non-conformisme et à renforcer la position de l'Église établie.
- Le Conventicles Act de 1670 imposait une amende de cinq shillings pour la première infraction et de dix shillings pour la seconde à toute personne qui assistait à un conventicule (toute assemblée religieuse autre que l'Église d'Angleterre). Tout prédicateur ou toute personne qui permet que sa maison soit utilisée comme lieu de réunion pour une telle assemblée est passible d'une amende de 20 et 40 shillings en cas de récidive[6],[7].

### En Écosse
Des conventicules protestants se sont tenus en Écosse au XVIe siècle et sont considérés comme ayant joué un rôle déterminant dans le mouvement qui a chassé la régente française [Marie de Guise du pouvoir. De 1660 à la Glorieuse Révolution de 1688, les conventicules étaient généralement tenus par des covenantaires opposés au gouvernement royal qui souhaitait imposer aux Écossais de revenir à l'anglicanisme au lieu de leur laisser libre accès à l'Église d'Écosse, presbytérienne, établie très largement en Écosse depuis la Réforme. Le peuple écossais a réagi de cette manière à la persécution du protestantisme presbytérien sous Jacques VI et Charles Ier, puis sous de Charles II.

### En France
Bien que le mot soit peu utilisé, et surtout dans la polémique antiprotestante, les « prédications au désert », du temps des persécutions contre les protestants entre la Révocation de l'édit de Nantes et l'acte de tolérance (1787), sont parfois appelés des conventicules.

## Piétisme et réveils

### Lescollegia pietatisde Spener
Le luthérien Philipp Jacob Spener (1635-1705), né à Ribeauvillé en Alsace et pasteur à Francfort-sur-le-Main, recommande et met en pratique ce qu'il appelle des collegia pietatis (groupes de piété), pour permettre à ses paroissiens de lire la Bible, prier et discuter le sermon dominical. Cette pratique sera d'ailleurs baptisés "piétisme" par ses adversaires. Ces groupes de partage et de prière, bientôt appelés « conventicules », sont à la base du programme du piétisme, mais leur succès grandissant inquiète les autorités religieuses car ces réunions échappent à leur contrôle.
Les piétistes rencontrent donc l'opposition du clergé luthérien, et sont parfois persécutés. Dans le Wurtemberg, une solution plus équitable est trouvée. Les conventicules qui respectent les principes du luthéranisme reçoivent une sanction légale, tandis que les assemblées plus radicales sont purement et simplement interdites. L'influence majeure de Spener, prolongée par les efforts d'organisation de Francke, donne à la pratique des petits groupes  ou conventicules un grand rayonnement.

### En Scandinavie
En Suède, des conventicules piétistes ont existé dès 1689, suscitant des oppositions similaires à celles expérimentées en Allemagne. La loi sur les conventicules de 1726 interdit tous les conventicules dirigés par des laïcs, bien que les réunions privées de dévotion sous la direction du clergé soient autorisées. La loi n'a été abrogée qu'en 1858 en Suède et en 1870 en Finlande, qui a fait partie de la Suède jusqu'en 1809. En Finlande, le conventicule est resté une activité essentielle, en particulier dans le mouvement de réveil du Réveil finlandais.
Le Danemark et la Norvège avaient leur propre loi sur les conventicules, promulguée en 1741 par le roi Christian VI de Danemark et de Norvège pour contenir le piétisme radical. La Norvège a conservé la loi jusqu'en 1842 ; elle a été abolie après une troisième tentative d'abrogation[23]. La loi a été officiellement abrogée au Danemark en 1848.

### Aux États-Unis
Le développement des conventicules est étroitement lié au piétisme et au mouvement charismatique. Dans l'Église luthérienne américaine, les conventicules issus du piétisme des XVIIe et XVIIIe siècles ont fait l'objet d'un débat considérable. Thompson soutient que les sociétés missionnaires luthériennes actuelles, les sociétés de dames, les groupes de jeunes, les études bibliques, les dévotions de groupe, les écoles primaires et secondaires luthériennes, et les organisations caritatives et fraternelles associées à l'Église sont issues des conventicules. Selon C. F. W. Walther (en), le fondateur de l'Église luthérienne – Synode du Missouri, ces mouvements étaient soit combattus, soit soigneusement surveillés.
Selon Neville, la tradition des conventicules dans les pays celtiques s'est transmise jusqu'au culte en plein air très répandu dans le sud des États-Unis. Neville décrit ces rassemblements comme des traditions et des rituels folkloriques. De nouvelles formes sont apparues, telles que les réveils de frontière, les réunions de famille et les services de cimetière et le mouvement plus récent des églises de maison.

### En Russie
En Russie, des conventicules étaient organisés, s'écartant de la position de suprématie ecclésiastique de l'Eglise orthodoxe. Des mesures de répression ont parfois été prises par le gouvernement contre des sectes dissidentes, telles que les Vieux croyants, les Stundistes et les Doukhobors. Cependant, les non-conformistes de toute sorte qui donnaient des assurances satisfaisantes à la police étaient généralement autorisés à pratiquer librement leur culte.

### Au Japon
Le pacifiste chrétien japonais Uchimura Kanzō a fondé le Mouvement non religieux en 1901. En 1979, environ 35 000 personnes appartenaient au mouvement, qui s'était étendu du Japon à Taïwan et à la Corée du Sud.